# NGC 5673
NGC 5673 је спирална галаксија у сазвежђу Волар која се налази на NGC листи објеката дубоког неба.
Деклинација објекта је + 49° 57' 31" а ректасцензија 14h 31m 30,6s. Привидна величина (магнитуда) објекта NGC 5673 износи 12,9 а фотографска магнитуда 13,6. Налази се на удаљености од 39,987 милиона парсека од Сунца. NGC 5673 је још познат и под ознакама UGC 9347, MCG 8-26-41, CGCG 247-39, CGCG 248-1, PGC 51901.